# Max Mayer
Max Mayer est un réalisateur américain.

## Biographie
Max Mayer est l'un des membres fondateurs du New York Stage and Film,. Il a écrit et réalisé le film Adam, récompensé du Alfred P. Sloan Prize.

## Filmographie partielle

### Cinéma
- 2009 : Adam
- 2013 : As Cool as I Am